# گلوریا (ترانه اومبرتو توزی)
«گلوریا» تک‌آهنگی از هنرمند اهل ایتالیا اومبرتو توزی است که در ۱۹۷۹ منتشر شد. این تک‌آهنگ در آلبوم Gloria قرار داشت.
این تک‌آهنگ در چارت‌های سوئیس در رتبه اول و در چارت‌های، اتریش، آلمان، نیوزلند، جزو ده ترانه اول قرار گرفت. نسخه بازخوانی این آهنگ در ۱۹۸۲ و به خوانندگی لورا برانیگن به تنهایی در ایالات متحده آمریکا بیش از یک میلیون نسخه فروش کرد.